# Boško Simonović
Boško Simonović (in serbo Бoшko Cимoнoвић?; Šid, 12 febbraio 1898 – Belgrado, 5 agosto 1965) è stato un calciatore e allenatore di calcio jugoslavo.

## Carriera
In carriera, Simonović fu portiere di due club jugoslavi successivamente divenne Commissario tecnico della Jugoslavia in varie occasioni dal 1930 al 1940.